# Sales Oliveira
Sales Oliveira es un municipio brasileño del estado de São Paulo. Se localiza a una latitud 20º46'19" sur y a una longitud 47º50'17" oeste, estando a una altitud de 730 metros. Su población en 2010 era de 10568 habitantes.